# Mayottea
Mayottea is een geslacht van rechtvleugeligen uit de familie veldsprinkhanen (Acrididae). De wetenschappelijke naam van dit geslacht is voor het eerst geldig gepubliceerd in 1959 door Rehn.

## Soorten
Het geslacht Mayottea  is monotypisch en omvat slechts de volgende soort:
- Mayottea insolens (Rehn, 1959)